# 太陽廣場 (香港)

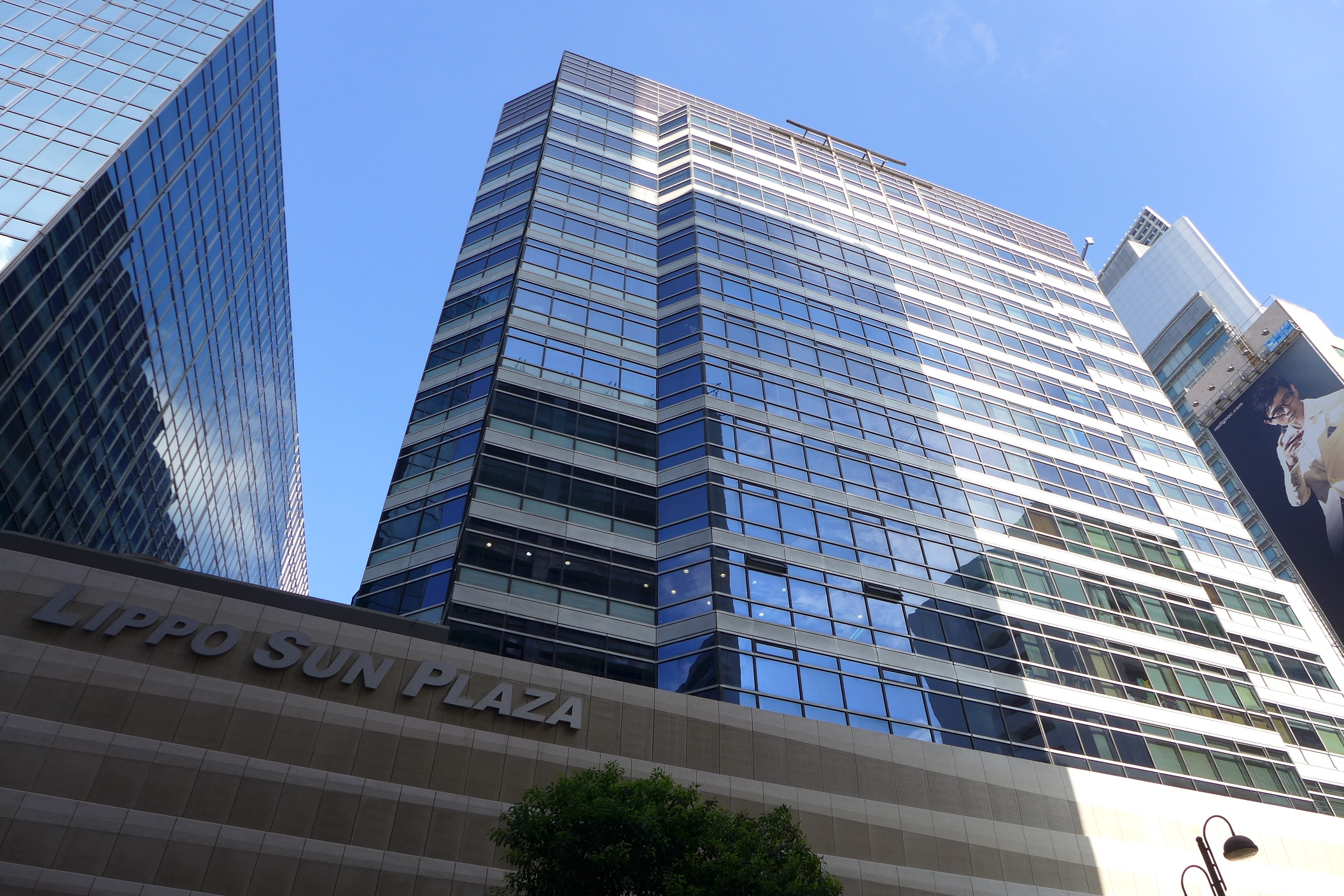
力寶太陽廣場

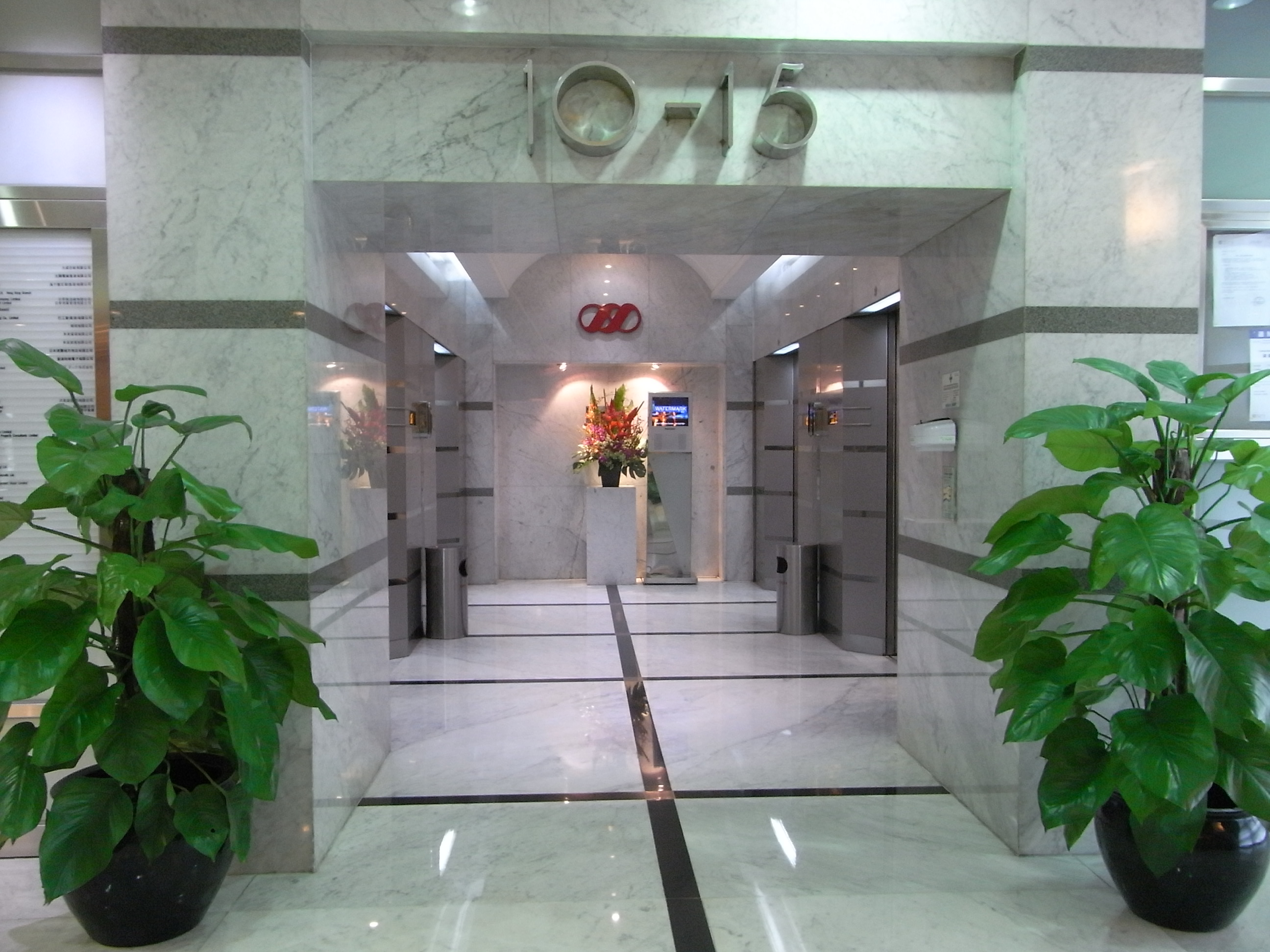
太陽廣場寫字樓大堂

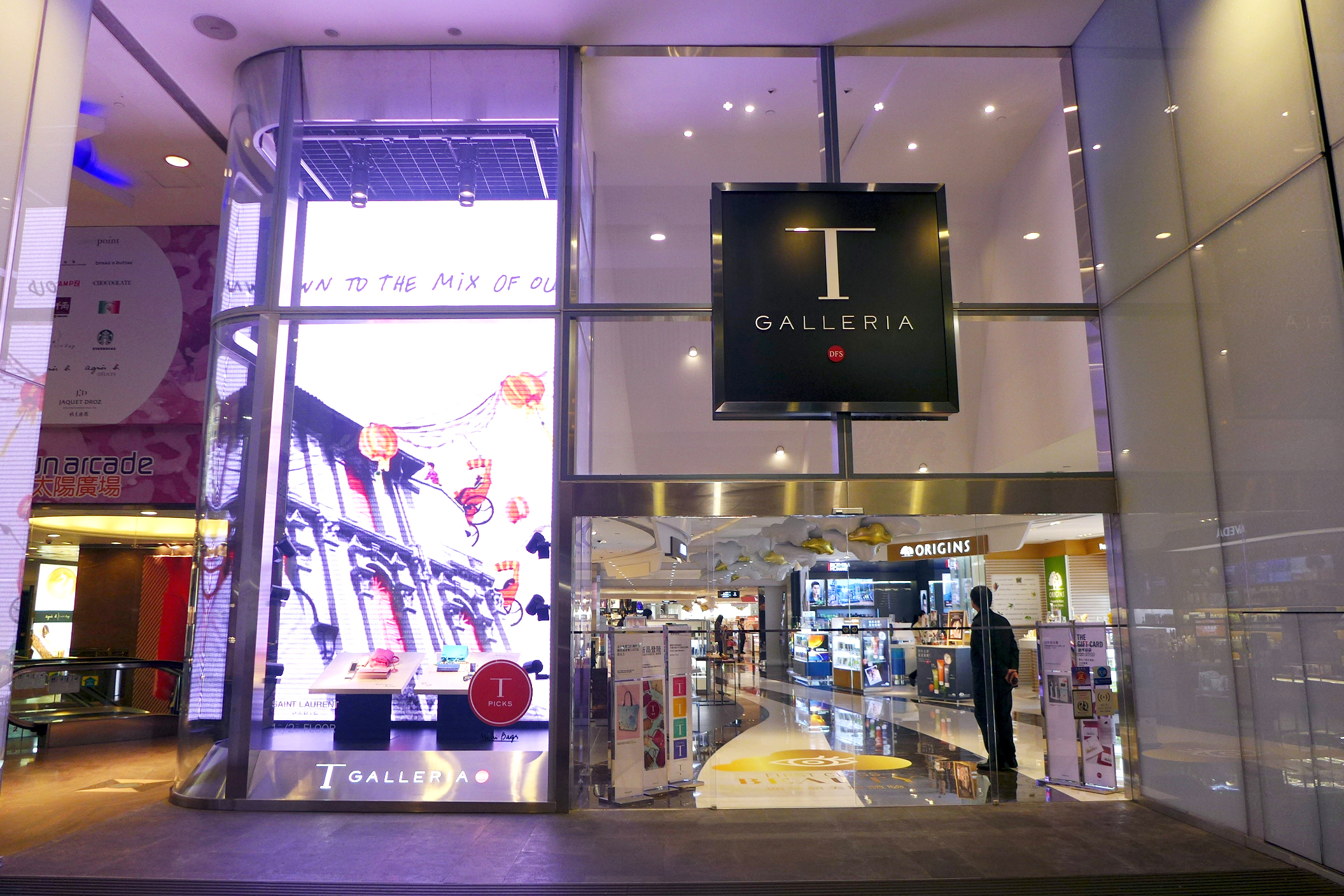
香港T廣場廣東道店

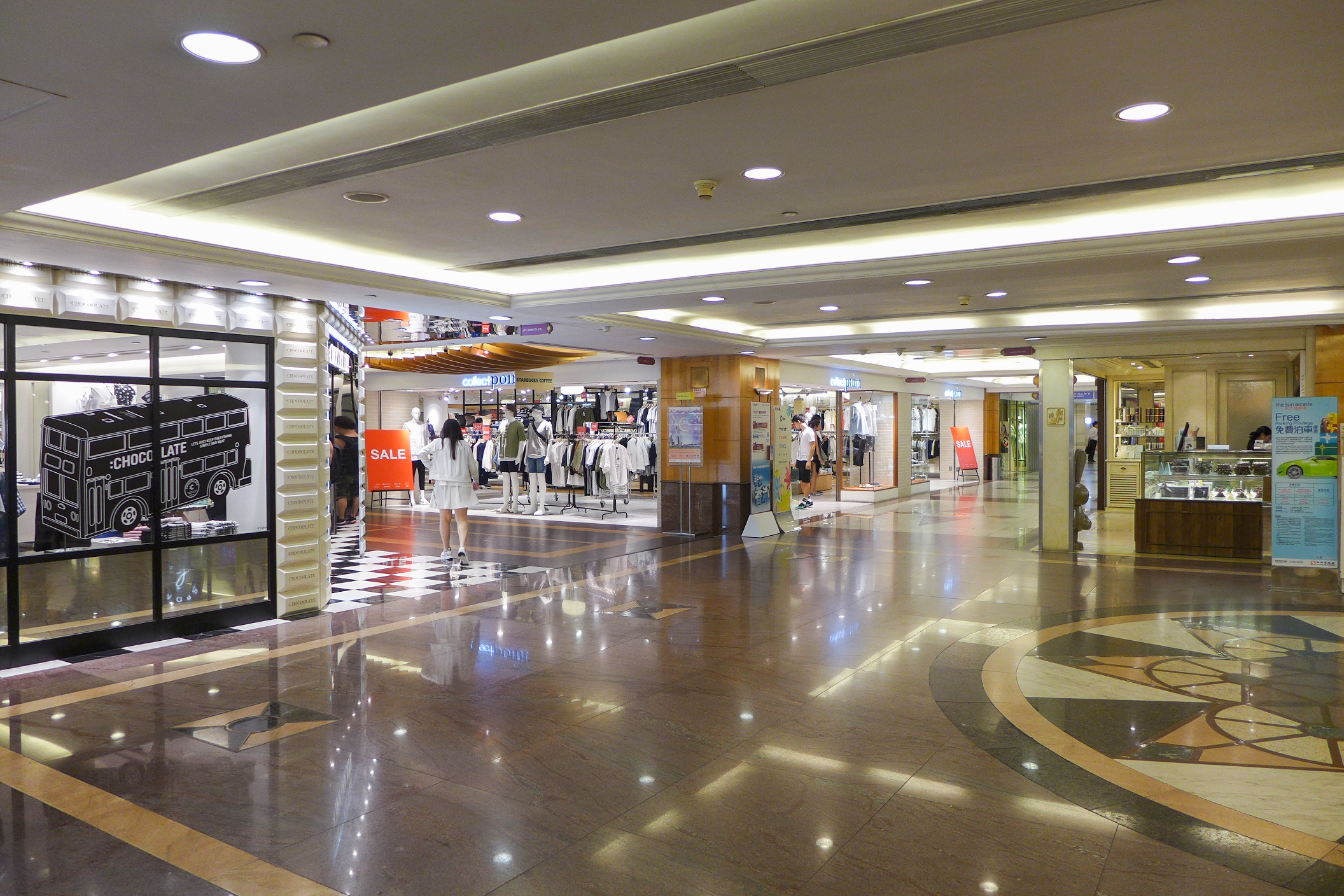
翻新前的新太陽廣場（2015年）

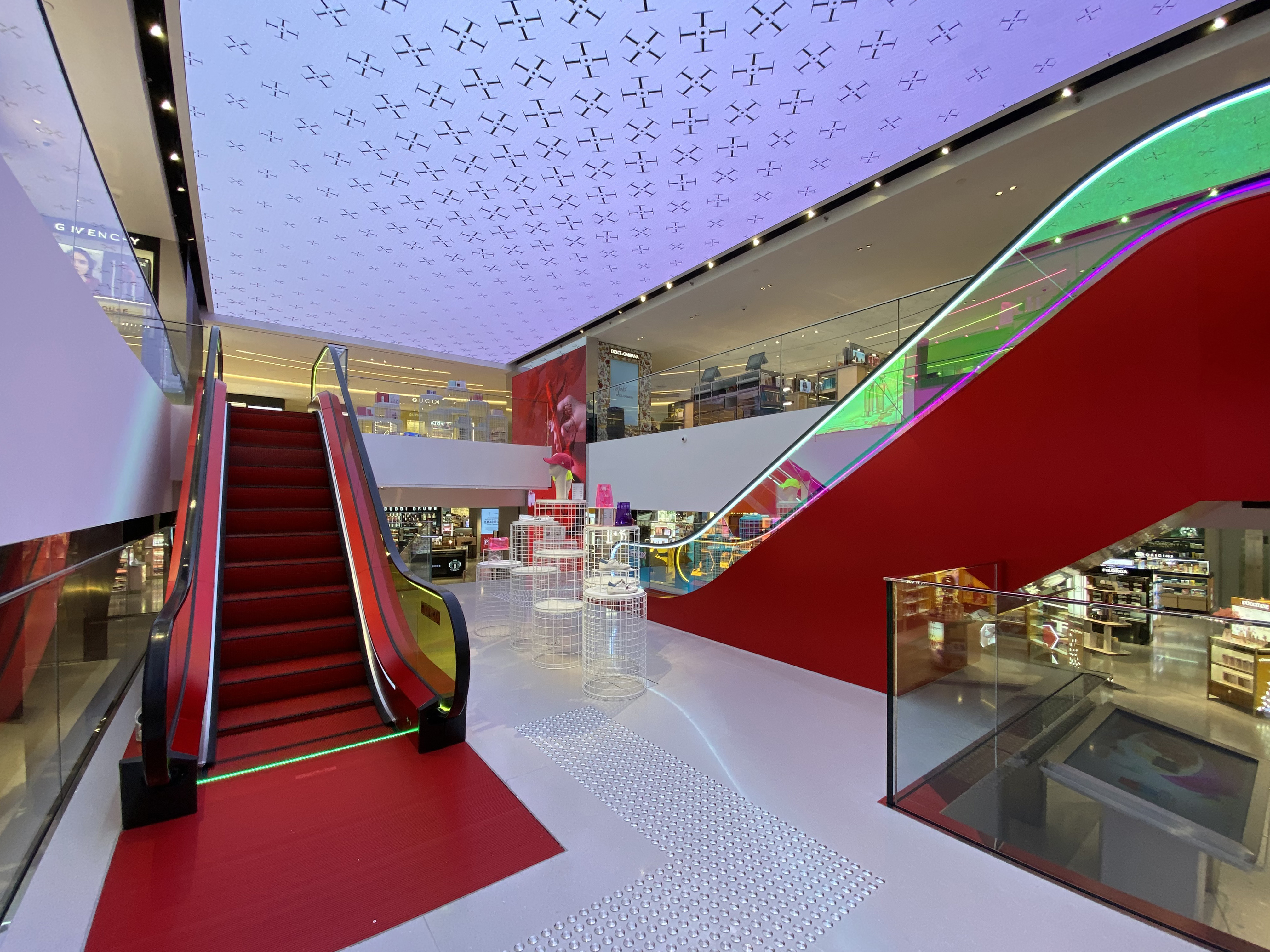
新太陽廣場翻新後，在2020年改為DFS旗下香港T廣場

力寶太陽廣場（英語：Lippo Sun Plaza）是一個位於香港九龍尖沙咀廣東道28號的寫字樓，在1988年落成。在1990年被譽為「廣東道地王」。香港朗廷酒店（前稱華美達麗新酒店）亦位於同一位置，共用同一地契：九龍內地段第10722號，但使用北京道8號作為地址。而建築物的基座商場由新鴻基地產擁有，更名新太陽廣場（英語：The Sun Arcade），但共用廣東道28號作為地址。DFS集團亦經營一間位於該商場的店舖，名為香港T廣場廣東道店，為最大租戶。

## 歷史
太陽廣場所在用地原訂於1984年推出拍賣，為歷來僅有四幅可撥用新界乙種換地權益書，以支付地價的市區地皮之一。及後，此用地延至1985年才進行拍賣，由星島報業有限公司伙拍怡勝太平洋，經一間子公司基立實業有限公司（英語：Scilla Limited）投得，當時被譽為廣東道地王。
1986年星島報業有限公司改名星島有限公司重新上市，籌集資金發展該地皮，但同年8月基立實業有限公司被出售至一個當時未公佈名稱的日本財團，並引進華美達發展酒店；同年9月怡勝太平洋與星島宣佈買家為。同年11月基立實業有限公司更名為（譯名：三友洲際）；星島與怡勝太平洋另組基立實業集團有限公司（英語：Scilla Holdings Limited），由上市公司能達科技改名而來。
1987年三友洲際委任魏理仕公司作為物業代理，並表示物業即將命名為太陽廣場，將於1988年落成。據報道，三友洲際由日籍華人孫忠利擁有。
1991年資料顯示，部份樓層的發展商又轉變為，並由Valencia 拆售。該公司在2014年是力寶華潤的姊妹公司，是力寶系擁有者李棕（英語：Stephen Riady）的私人公司，因而力寶仍擁有該建築物的命名權。
據報道，力寶太陽廣場是該區少數不是由發展商長期持有作出租物業的寫字樓。

## 商場翻新
2019年2月18日，商場業主新鴻基地產開始翻新工程，包括將整個地庫商場重新劃分鋪位、重建洗手間等。為配合工程，商場內商戶已於2017年8月租約期滿後不獲續約並陸續結業，首間因不獲續約而結業商戶為agnès b旗下SPORT b., agnès b. CAFÉ & agnès b，於2017年8月中結業，原址旁邊通道（升降機旁）曾於2018年9月開設跨境交通票務中心，售賣永東直通巴士車票。而ARTE是工程開始前最後一名新租戶，於2017年6月中開業，其後沒有任何新租戶進駐。ARTE及bread n butter同時是工程開始前最後結業的商戶，於2019年2月17日結業，同時商場禮賓部亦由地庫臨時遷往1樓香港T廣場內。
工程期間只剩下香港T廣場繼續營業，並且只開放由商場前往北京道地面的扶手電梯，另一組前往廣東道地面的扶手電梯已於工程開始初期封閉。到2019年12月重開後，改為DFS旗下香港T廣場下層，並設數間餐廳。

## 鄰近
- 香港朗廷酒店
- 北京道一號
- 海洋中心
- 新港中心
- 港威大廈